# Andreas Rosenpalm
Andreas Rosenpalm (18. marts 1679 – 18. januar 1754) var en dansk søofficer og godsejer.

## Uddannelse
Han var søn af embedsmanden Poul Nielsen Rosenpalm. 1693 antoges han som lærling i Marinen, gjorde først nogle togter med indenlandske skibe, for derefter som matros i hollandsk og engelsk orlogstjeneste og blev 1697 underløjtnant, 1699 premierløjtnant, 1700 kaptajnløjtnant, 1708 kaptajn, 1710 kommandørkaptajn, 1713 kommandør, 1715 schoutbynacht, 1717 viceadmiral og 1727 virkelig admiral efter Peter Rabens død. 1698-1700 opholdt han sig hos moderen på Brorupgård for at ordne faderens bo. Ved den store udrustning 1700 var han næstkommanderende i orlogsskibet Mercurius. 1706 ansattes han ved indrulleringen på Sjælland og forblev her indtil udbruddet af Den store nordiske krig.

## I Den store nordiske krig
Under denne krig viste Rosenpalm sig som en flink skibschef, var derfor yndet af Ulrik Christian Gyldenløve og blev meget benyttet; han var deltager i slaget i Køge Bugt 1710 og i Gyldenløves kamp under Rygen 1712 mod Hans Wachtmeister. 1713-16 var han, med en kort afbrydelse, som næstkommanderende i Christen Thomesen Sehesteds eskadre ved Stralsund og gjorde ligeledes her god fyldest under ret vanskelige forhold. 1717 var han først ved hovedflåden i Østersøen, hvor den – forenet med en engelsk eskadre – dog intet udrettede; men allerede i juli forlod han denne post for at overtage kommandoen over eskadren i Norge og Kattegat, efter at Tordenskiold – som en følge af sit overilede og mislykkede angreb på Gøteborg (Ny Elfsborg) og Strømstad – var bleven afsat og hjemkaldt.
I en vis forstand betegner dette år (1717) et vendepunkt i Rosenpalms liv, idet man herefter får et andet og mere ufordelagtigt billede af ham end under hans tidligere virksomhed. I Søetaten herskede netop på den tid en dårlig tone, klikevæsen og personlige interessespørgsmål florerede, og det er da mere end sandsynligt, at Rosenpalm også – alt efter som han steg højere på embedsstigen – er blevet draget dybere ind i dette uvæsen, så meget mere som han vides at have været ærgerrig; blandt egenskaber, der ligeledes i årenes løb udviklede sig stærkt hos ham, kunne også nævnes magelighed og tilbøjelighed til vellevned. Rosenpalms ærgerrighed satte sig 1732 et tydeligt spor, i det han dette år fik Ulrik Kaas intrigeret ud af Marinen, fordi han – ikke med urette – i denne dygtige officer vejrede en farlig medbejler.
Som afløser af Tordenskiold 1717 har Rosenpalm ikke indlagt sig berømmelse; han begyndte straks med at ophæve blokaden for Strømstad, hvoraf svenskerne hurtig benyttede sig til her at samle krigsforråd mod Norge, og uagtet han erholdt en ikke uvæsentlig forstærkning af skibe, udrettede han dette år intet. 1718 koncentrerede krigen sig nærmest om Frederikshald med fæstningen Frederikssten, som Carl XII belejrede; Rosenpalm lod vel forskellige angreb foretage mod de svenske på Iddefjorden, men selv tog han ikke del i dem og nåede for øvrigt heller ikke det med angrebene tilstræbte mål. Efter Carl XII's død besluttede Danmark sig 1719 til at gå angrebsvis til værks fra den norske grænse; til den ende skulde Gøteborg blokeres, hvortil Tordenskiold foreløbig blev udset, samtidig fik Rosenpalm ordre at bemægtige sig de fjendtlige transportskibe i Strømstad og derefter tage overkommandoen for Gøteborg. Men medens Tordenskiold udførte sine glimrende bedrifter ved Marstrand (Carlsten) og Ny Elfsborg, indskrænkede Rosenpalm sin virksomhed til en overrumpling af de strømstadske transportskibe og viste sig slet ikke ved Gøteborg.

## Administrativt virke
I fredsperioden efter 1720 blev Rosenpalm først udnævnt til chef for Søkadetkompagniet, i hvilken stilling han forblev til 1727; dog var det nærmest kun af navn, thi allerede 1722 rejste han til Norge for der at ordne indrulleringsvæsenet, med hvilket forehavende han både var virksom og heldig. Efter at Rosenpalm 1727 var blevet ældste medlem af Admiralitetet, træder hans virksomhed i Marinen ind i et afgjort uheldigt spor. Under den fortjenstfulde grev Frederik Danneskiold-Samsøes administration af flåden modvirkede han denne på mange måder, fx ved anlægget af Dokken; det lykkedes dog først Rosenpalm efter Christian VI's død at få greven styrtet i november 1746, navnlig ved at love Frederik V store besparelser i Søetatens administration. Resultatet blev dog kun dårligt, Rosenpalm var hverken administrativt anlagt eller begavet med den for en øverstkommanderende nødvendige fasthed. Marinen forfaldt mere og mere, og besparelserne blev der intet af. Da Rosenpalm engang over for kongen slog på, at denne havde lovet ham generaladmiral-løjtnants værdighed, fik han til svar: "De lovede mig Besparelser, men har ikke holdt Ord; jeg maa da ogsaa have Lov at glemme mine Løfter". Fra 1746 til sin død sad han som 1. militærdeputeret i det kombinerede Admiralitets- og Generalkommissariatskollegium. Efter admiral Frants Petersen Trojels død (1731) blev han patron for Holmens Kirke, 1739 Ridder af Dannebrog og var desuden dekoreret med ordenen de l'union parfaite. Han døde 18. januar 1754.
Rosenpalm blev 26. marts 1710 gift med Sophie Amalie Benzon (død 1769), datter af justitsråd Hans Benzon til stamhuset Skærsø (død 1704) og Kirstine Glud (død 1724). Efter faderen ejede Rosenpalm Brorupgård ved Slagelse.